# Ельжановські (герб)
Ельжановські (інші назва: Голова Сипа;  пол. Elzanowski, Sepia Glowa) – шляхетський герб поморського походження.

## Опис герба
Опис з використанням принципів блазонування, запропонованих Альфредом Знамієровським:
У червоному дівоче погруддя праворуч, з чорним розпущеним волоссям і чорним дзьобом сипа замість носа. Клейнод: два чорні мисливські роги.

## Історія
Рід Ельжановських проживав у Хелмінському воєводстві. З них Лука Ельзановський 1636 році, будучи хорунжим, королем Владиславом IV отримав посаду хелмінского каштеляна.

## Гербовий рід
Бондаровські (Bondarowski), Самплавські (Sampławski), Чехолевські (Ciecholewski).